# Грин, Мэри Энн Эверетт
Мэри Энн Эверетт Грин (англ. Mary Anne Everett Green, урожденная Wood; 19 июля 1818, Шеффилд — 1 ноября 1895, Лондон) — британский историк. 
Написала «Letters of royal and illustrious ladies» (1846) и «Lives of the princesses of England» (1849—1855).
В 1856 году издала «The Diary of John Rous», в 1857 году — «Letters of Queen Henrietta Maria».
Получив поручение разобрать и классифицировать документы, относящиеся к английской истории XVII века и сделать из них извлечение, издала «Calendars of state papers of the reign of James I» (1860).
Закончила издание государственных бумаг правления Елизаветы I вместе с дополнениями к правлению Эдуарда VI, Марии Тюдор и Якова I, и занялась приведением в порядок бумаг времен Республики и Протектората, часть которых, охватывающих период с 1649 по 1655 год, была издана в 1875—1882 годах.